# Андромеда (галактика)
Вижте пояснителната страница за други значения на Андромеда.
Андромеда (M31 по каталога на Месие, NGC 224 по Нов общ каталог) е спирална галактика от тип S0, подобна на нашата галактика Млечен път и се състои от:
- спирални ръкави – млади звезди от Главната последователност, т.е. някъде преди средата на своя еволюционен път.
- ядро – предимно свръхгиганти и гиганти, т.е. звезди в края на своя еволюционен път.

Андромеда се намира на около 2,5 млн. светлинни години (или 780 килопарсека) от Земята в съзвездието Андромеда, от където произлиза и името ѝ (което на български не е официално зададено чрез Астрономическия календар на БАН). Тя е най-близката голяма галактика до нашата. Тази галактика, заедно с Малкия и Големия Магеланов облак, са единствените галактики, които могат да се наблюдават с просто око като мъгляв обект.
През 2006 година с помощта на космическия телескоп Спицър става ясно, че в Андромеда има приблизително един трилион звезди, над два-три пъти повече от тези в Млечния път, която е с приблизително 200 – 400 милиарда. Андромеда, която се разпростира приблизително на 220 000 светлинни години, е най-голямата галактика от нашата локална група. Масата на галактиката е 1,5 x 1012 слънчеви маси, докато Млечният път е 8,5 x 1011 маси.

## Наблюдения в миналото
Около 964 г. астрономът Абд ал-Рахман ал-Суфи е описал Андромеда в своята Книга на фиксираните звезди като „размазана мъглявина“. Звездните диаграми от този период са наименувани като Малък облак. През 1612 година германският астроном Саймън Мариус е дал ранно описание на галактиката, базирано на наблюдения с телескоп. Германският философ Емануел Кант през 1755 година в произведението си Универсална история и теорията за Рая обявява размазаното петно като островна галактика. През 1764 година Чарлс Месиер обявява обекта за М31 и неправилно обявява Мариус за откривател, въпреки факта, че галактиката е видима с просто око. В 1850 Уилиам Парсонс е видял и направил първите рисунки на спиралната структура на Андромеда.
През 1864 г. Уилям Хъгинс забелязва, че спектърът на Андромеда се различава от този на газовата мъглявина. Андромеда излъчва поредица от промяна на честотите, наслоени с тъмни линии, които помагат да се идентифицира химическият състав на обекта. Спектърът ѝ е много близо до спектъра на индивидуалните звезди. През 1885 супернова, известна като S Andromedae, е видяна в Андромеда, първата и засега единствената, наблюдавана в галактиката. По онова време Андромеда е била смятана за близък обект, така че явлението е сметнато за много по-малко ярко и е кръстена Nova „1885“.
През 1887 Исак Робертс е направил първите снимки на Андромеда, все още смятана за мъглявина от Млечния път. През 1912 Весто Слипхер е използвал спектроскопия, за да измери радиалната скорост на Андромеда – най-бързата измерена: 300 км/сек.

### Островна вселена
През 1920 година се провежда Големият дебат между Харлоу Шаплей и Къртис за естеството на Млечния път, спиралната мъглявина и размерите на Вселената. Теорията била, че Андромеда е галактика. Къртис също забелязал тъмни линии в Андромеда, които приличали на тези в нашата галактика, както и по-ранни наблюдения доказват наличието на Доплерово изместване. През 1922 Ернис Опик предложил метод, с който да направи приблизителна оценка на разстоянието до Андромеда чрез измерените звездни величини на други звезди в Андромеда. Изследванията му водят до заключението, че Андромеда е много по-далеч от нашата галактика – на разстояние от 450 000 парсека (1 500 000 св.г.). Едуин Хъбъл решил дебата през 1925, когато идентифицирал екстрагалактически Цефеидите за пръв път от астроснимки на Андромеда. Направени чрез 2,5-метров Хукър телескоп, той изчислил разстоянието до Голямата Андромедна мъглявина. Измерването му демонстративно потвърждава теорията, че Андромеда не е в нашата галактика, а напълно отделна галактика от Млечния път.
През 1943 г. Уолтър Бааде е първият човек, разгледал звезди във вътрешната част на Андромеда. Бааде идентифицирал две различни групи звезди на база на техния състав, наричайки ги млади, високоскоростни звезди в диск Тип 1 и другите, червени звезди от Тип 2 в галактичното ядро. Тази номенклатура била приета по-късно и за звездите в Млечния път и другаде. (Наличието на два различни типа звезди е забелязано и по-рано от Ян Оорт). Бааде открил, че има и два типа Цефеидни променливи звезди, което увеличава предполагаемото тогава разстояние до Андромеда.
През 1950 г. радиоемисия от Андромеда е открита от Ханбъри Браун и Курил Хазард в Обсерваторията на Джодрел Банк. Първите радиокарти на галактиката са направени през петдесетте години на ХХ век от Джон Балдуин и екип от Астрономическата радиогрупа на Кембридж. Ядрото на Андромеда е наречено 2C 56 в 2C радиоастрономическия каталог. През 2009 е открита първата планета в Андромеда. Била е намерена чрез отразената светлина от масивен обект.

## Основното за галактиката

### Образуване и история
Андромеда се е образувала преди около 10 милиарда години от сблъсък и по-нататъшно сливане на по-малки протогалактики. Този сблъсък е образувал у повечето галактики (богати на метал) галактически ореол и ограничен диск. По време на тази епоха звездообразуването е било много интензивно, до момента, в който се е превърнало в светлинна инфрачервена галактика за грубо 100 милиона години. Андромеда и Триъгълната галактика са били много близко преди 2 – 4 милиарда години. Поради това е имало по-голямо звездообразуване в диска на Андромеда.
През последните два милиарда години звездообразуването в галактическия диск на Андромеда е стигнало почти до неактивност. Имало е взаимодействие със сателитни галактики, като М32, М110 и други, вече погълнати от Андромеда галактики. Тези взаимодействия са образували структури като Огромния звезден поток на Андромеда. Галактическото сливане – грубо отпреди 100 милиона години – се смята за причината за въртящия се наобратно диск в центъра на галактиката, също както и наличието на млади звезди (на 100 милиона години).

### Изчисление на разстоянието
Поне четири метода са прилагани, за да се открие разстоянието от Земята до галактиката Андромеда.
През 2003, като са използвани инфрачервени колебания в яркостта (I-SBF), се преминава към нови периодични стойности на яркостта от -0.2 mag dex−1 в порядъка от 2.57 – 0.06 милиона светлинни години (1.625 x 1011 ± 3.8×109 AU).
През 2004, използвайки Променлив Цефеиден метод, разстоянието е измерено 2.51±0.13 милиона светлинни години (770 ± 40 kpc).
През 2005 е открита двойна затъмняваща звезда в Андромеда. Системата е съставена от две горещи сини звезди от тип О и Б. Чрез изучаването на еклиптиките на звездите, астрономите са могли да измерят размерите им. Знаейки температурата и големината на звездите, те са успели да измерят абсолютната им величина. Когато видимата и абсолютната им величина са налични, разстоянието може да бъде изчислено. Звездите са на разстояние от 2.52 x 106 ± 0.14×106 ly (1.594×1011 ± 8.9×109 AU), а цялата галактика е от порядъка на 2.5×106 ly (1.6×1011 AU). Тази нова стойност съвпада със стойността на базираната на Цефеидите стойност.
През 2005, използвайки TRGB метод, разстоянието е намерено 2.56×106 ± 0.08×106 ly (1.619×1011 ± 5.1×109 AU).
Заедно тези теоретични разстояния дават стойността: 2.54×106 ± 0.11×106 ly (1.606×1011 ± 7.0×109 AU). И оттук получаваме, че Андромеда е на разстояние 220 ± 3 kly (67 450 ± 920 pc). Тригонометрично Андромеда (ъгловият ѝ диаметър) е еквивалентен на 4,96° ъгъл в небето.

### Измерване на маса и яркост

#### Маса
Масата на Андромеда (включително и тъмната материя) е със стойност 1.5×1012 M☉ (или 1,5 трилиона слънчеви маси), сравнено с 8×1011 M☉ – масата на Млечния път. По-ранните измервания са стигали до извода, че двете галактики са почти с една и съща маса. Дори така, Андромеда има по-висока звездна плътност от Млечния път, а галактическият звезден диск се разпростира на два пъти по-голямо разстояние. Общо звездната маса на Андромеда е между 1.1×1011 M☉ и 1.5×1011 M☉, 30% от тази маса са в централната част, 56% в диска и 14 % в ореола.
В заключение, вътрешните звезди са средно около 7.2×109 M☉, а под формата на неутрален водород поне 3.4×108 M☉ и 5.4×107 M☉ космически прах.
Андромеда е заградена от голям и масивен ореол от нагорещен газ, който е достатъчен да побере половината от масата на звездите в галактиката. Почти невидимият ореол се разпростира на около милион светлинни години от галактиката и достига половината разстояние до Млечния път. Симулациите предполагат, че ореолът се е образувал, когато се е образувала и галактиката. Ореолът съдържа елементи, по-тежки от водород и хелий, формирани от свръхнови. Свръхнови избухват в диска на Андромеда и разпространяват по-тежки елементи във Вселената. За повече от половината живот на галактиката, почти половината от тежките елементи, създадени при тези звездни избухвания, са се разпространили много далеч от галактиката.

#### Яркост
Сравнена с нашата галактика, Андромеда има по-стари звезди - от порядъка на 7x109 години. Яркостта на галактиката е около ~2.6×1010 L☉, което е с около 25% по-силна от нашата. Поради това, че галактиката има висок наклон, гледана от Земята, и звездният ѝ прах поглъща огромно количество светлина, е трудно да се определи истинската яркост на галактиката, затова много автори са давали различни стойности на яркостта ѝ.
Измерване, направено с Spitzer Space Telescope през 2010, е дало данни, че абсолютната стойност (в син цвят) е -20,98 и обща яркост от 3.64×1010 L☉.
Звездообразуването в Млечния път е по-високо от това в Андромеда. За една година в Млечния път се образуват 3 – 5 слънчеви маси, а в Андромеда само една. Избухването на Свръхнови при нас е два пъти повече от това в Андромеда и ако това продължава, след време ще задминем Андромеда по яркост.
Според скорошни изследвания, Андромеда се намира в „Зелените ливади“ на галактиките – област от галактики като Млечния път, трансформирали се от „Синия облак“ (галактики с активно звездообразуване) до „червената последователност“ – галактики без звездообразуване. Звездообразуването в галактиките от „Зелените ливади“ се понижаава, докато свърши звездообразуващият газ във вътрешния им кръг. Смята се, че това ще стане с Андромеда след пет милиарда години, въпреки че звездообразуването ще се засили при сблъсъка ѝ с Млечния път.

## Структура
На база на видимата ѝ светлина, галактиката е класифицирана от Морфологичната класификация на галактики като спирална галактика. Информация от 2MASS показва, че тя е ивичеста спирална галактика с ивици, ориентирани по оста ѝ.
През 2005 астрономи, използвали телескопи Keck открили, че незначителните искри около галактиката идват от самия ѝ диск. Това значи, че диаметърът на галактиката е три пъти по-голям от предишните изчисления. Това доказва, че има обширен звезден диск, заради който диаметърът на галактиката е 220 хил. звездни години (67 хил. парсека). Преди това се смятало, че диаметърът ѝ е 70 до 120 хил. светлинни години (21 до 37 хил. парсека).
Изчислено е, че галактиката е с наклон 77° спрямо Земята (при 90° би се виждала директно едната ѝ страна). Анализите на формата на галактиката показват, че галактиката е по-скоро с s-образна основа вместо просто плосък диск. Такава основа се получава поради взаимодействието ѝ със сателитните ѝ галактики. Галактика M33 може би е отговорна за някои от особеностите в спиралните ръкави на галактиката.
С прецизни измервания, спектроскопски изследвания доказват скоростта на въртене на Андромеда като функция на разстоянието до центъра ѝ. Скоростта на въртене е максимум 225 километра в секунда на разстояние от 1300 светлинни години (82 млн. AU) от центъра и минимум с 50 км/с на разстояние от 7000 светлинни години (440 млн. AU) от центъра. По-нататък скоростта на въртене при 330 хил. светлинни години (2.1x109 AU), където достига връхната си точка от 250 км/с. Скоростта по-нататък намалява и на разстояние 800 хил. светлинни години (5.1 x 109) от центъра е 200 км/с. Тези скорости показват, че там има натрупване на маса от порядъка на 6x109 M☉ в ядрата.
Спиралните ръкави на галактика Андромеда са класифицирани като H II региони; първи ги е изучавал Уалтър Бааде и ги описва като „мъниста на конец“. Изследванията му показват два спирални ръкава, които са ясно обединени, въпреки че са по-раздалечени от тези на нашата галактика. Той описва спиралната структура като всеки ръкав пресича главната ос на галактиката.
| Ръкави (N – пресичат главната ос от север S – пресичат главната ос от юг) | Разстояние от центъра (N/S) | Разстояние от центъра (kpc)(N/S) | Бележки                                                 |
| ------------------------------------------------------------------------- | --------------------------- | -------------------------------- | ------------------------------------------------------- |
| N1/S1                                                                     | 3.4/1.7                     | 0.7/0.4                          | Ръкави от прах без ОВ                                   |
| N2/S2                                                                     | 8.0/10.0                    | 1.7/2.1                          | Ръкави от прах с малко ОВ                               |
| N3/S3                                                                     | 25/30                       | 5.3/6.3                          | Ръкави от прах с малко ОВ и малко HII региони           |
| N4/S4                                                                     | 50/47                       | 11/9.9                           | Много ОВ,HII региони и малко прах                       |
| N5/S5                                                                     | 70/66                       | 15/14                            | Много ОВ,HII региони и малко прах, но по-слабо от N4/S4 |
| N6/S6                                                                     | 91/95                       | 19/20                            | Малко ОВ и без прах                                     |
| N7/S7                                                                     | 110/116                     | 23/24                            | Малко ОВ и без прах                                     |

## Галерия
- Снимки на галактиката Андромеда

## Бъдещето на Андромеда
Тъй като центровете на Млечния път и Андромеда се приближават със скорост 120 км/с, астрофизиците смятат, че след около 4 – 4,5 милиарда години Андромеда ще се сблъска с нашата галактика Млечния път и ще се образува единна, по-масивна галактика. Пряк сблъсък на звезди и планети не се очаква поради огромните разстояния между тях, т.е. те просто ще се разминат в пространството, но е напълно вероятно, чрез взаимното гравитационно въздействие отделни звездни системи, в частност нашата Слънчева система, да бъдат изхвърлени от сегашното си положение. 